# NGC 4222
NGC 4222 is een spiraalvormig sterrenstelsel in het sterrenbeeld Hoofdhaar. Het hemelobject werd op 8 april 1784 ontdekt door de Duits-Britse astronoom William Herschel.

## Synoniemen
- UGC 7291
- IRAS 12138+1334
- MCG 2-31-75
- FGC 1396
- ZWG 69.119
- VCC 187
- PGC 39308